# Горни, Фредерик
Фредерик Горни (фр. Frédéric Gorny; род. 6 сентября 1973, Аньер-сюр-Сен, Франция) — французский актёр.

## Биография
Фредерик Горни родился 6 сентября 1973 в Аньер-сюр-Сен (департамент О-де-Сен, Франция). Изучал географию в Тулузском университете. Дебютировал в кино, откликнувшись на объявление в газете о поиске актёров для съемок в фильме Андре Тешине «Дикий тростник». За сыгранную роль Горни в 1995 году был номинирован как перспективный актёр на кинопремии «Сезар».
За роль в фильме «Пондишери, последняя лавка Индии» Фредерик Горни в 1997 году получил премию «Ремю» как «лучший актер». Снялся в двух фильмах Оливье Дюкастеля и Жака Мартино. Он также регулярно участвует в многочисленных короткометражных фильмах и активно снимается для телевидения. В 2007 году сыграл роль в телесериале Война и мир. 
Французском зрителю Фредерик Горни всего известен по роли в телесериале «Союз адвокатов», где он играет Лорана Зельдера, сына и наследника владельца юридической фирмы, который оказывается геем.